# Antalis pretiosa
Antalis pretiosa är en blötdjursart som först beskrevs av Sowerby 1860.  Antalis pretiosa ingår i släktet Antalis och familjen Dentaliidae. Inga underarter finns listade i Catalogue of Life.